# Ammothella setosa
Ammothella setosa là một loài nhện biển trong họ Ammotheidae. Loài này thuộc chi Ammothella. Ammothella setosa được miêu tả khoa học năm 1942 bởi Hilton.